# Sant Sebastià dels Gorgs
Sant Sebastià dels Gorgs és una entitat de població del municipi d'Avinyonet del Penedès, a la comarca de l'Alt Penedès. El poble se situa al nord del terme municipal, en un dels límits amb el municipi de Subirats. La carretera BV-2429 és la principal via de comunicació.

## Llocs d'interès
- El monestir de Sant Sebastià dels Gorgs fou un antic priorat benedictí i actualment és l'església parroquial del poble.[1] L'any 2000 fou declarat bé cultural d'interès nacional.
- La capella de la Mare de Déu de la Llinda, d'estil romànic, s'ubica als afores del poble al límit amb el municipi de la Granada.[cal citació]